# Baixa edat mitjana
La baixa edat mitjana o baixmedieval és el terme utilitzat per descriure la història europea dels segles xi a xv. Aquest període va ser precedit per la plena edat mitjana, i va ser succeït per l'edat moderna (el Renaixement). Podem dividir aquest període entre una edat mitjana central (segles XI-XIV) i una edat mitjana tardana (segles xiv i xv).
Després de les invasions dels musulmans, els hongaresos i els normands, que havien assolat Europa als segles precedents, pels volts de l'any 1000 comença un període de creixement econòmic i demogràfic que comportarà la crisi de la societat feudal i l'aparició de noves formes d'organització política i social: les comunes —especialment a Itàlia— i els estats mal anomenats "nacionals", els territoris de les actuals França, Anglaterra i Espanya.
Al voltant del 1300, i després de diversos segles de prosperitat a Europa, el creixement es va aturar. Una sèrie de fams i plagues, com la Gran Fam de 1315-1317 i la pesta negra, van reduir la població a la meitat. Aquesta despoblació va estar acompanyada de tensions socials i guerres endèmiques; aixecaments dels camperols a França i Anglaterra i la Guerra dels Cent anys en són dos exemples. La unitat de l'Església catòlica va ser fracturada pel Gran cisma d'Occident. Aquests esdeveniments han estat anomenats pels historiadors la crisi de la baixa edat mitjana.

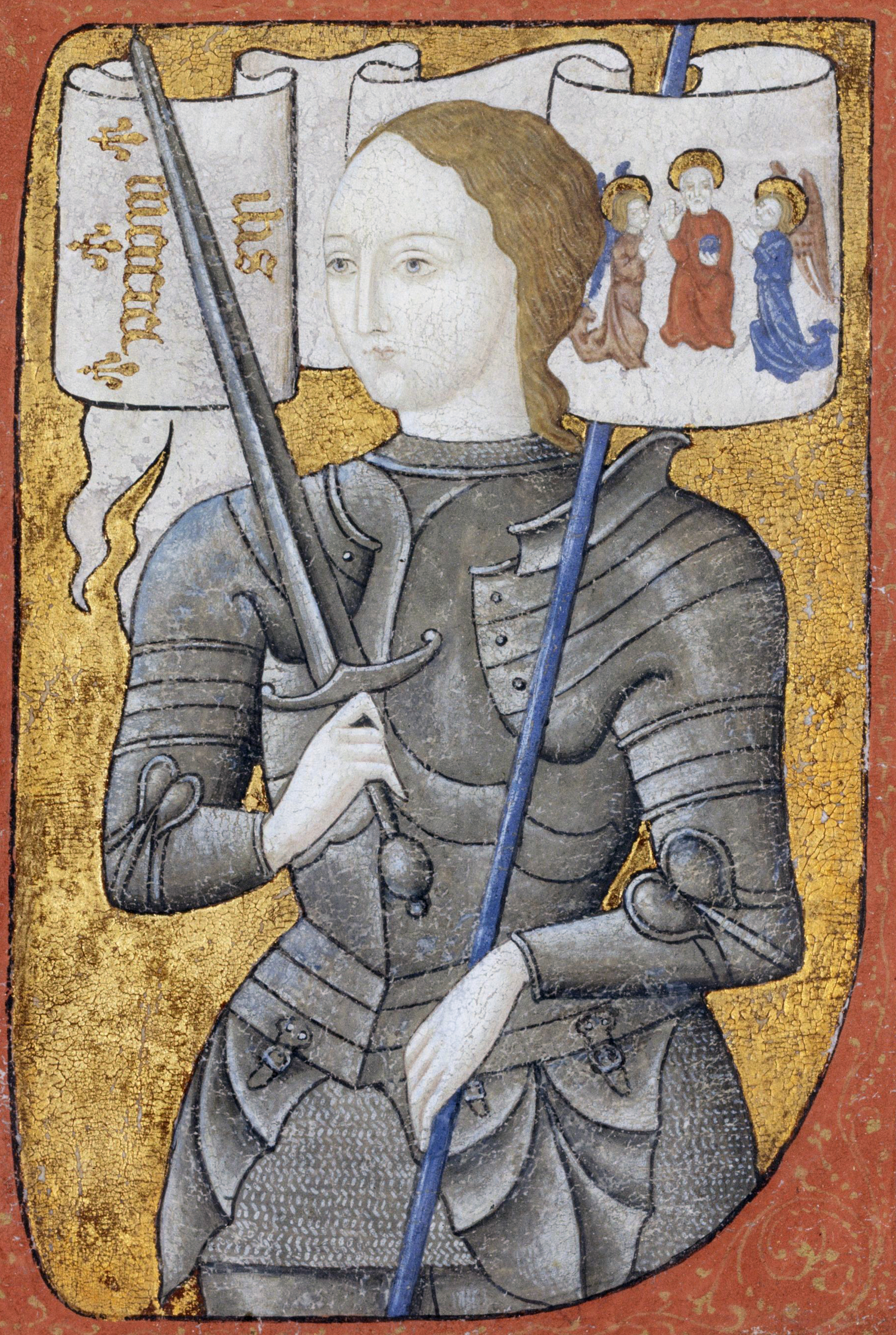
Joana d'Arc

Per altra banda, però, el segle xiv també va ser un període de gran progrés per a les arts i les ciències. El redescobriment dels textos antics grecs i romans va produir, amb el temps, un renaixement d'aquestes dues àrees. El procés va començar per mitjà del contacte amb els àrabs durant les croades, però es va accelerar amb la captura de Constantinoble pels turcs, ja que molts erudits romans d'Orient es van refugiar a l'Occident, principalment a Itàlia.
Mentrestant, la invenció de la impremta va tenir un efecte important en la societat europea. Va facilitar la disseminació de la paraula i va democratitzar l'aprenentatge; un resultat derivat seria el sorgiment de la Reforma protestant. El creixement de l'Imperi Otomà va culminar amb la caiguda de Constantinoble el 1453, la qual cosa va tancar les possibilitats de comerç amb l'est. Però, l'arribada a Amèrica per Cristòfor Colom el 1492, i la circumnavegació d'Àfrica per Vasco da Gama el 1498 van obrir noves rutes comercials, i enfortiren l'economia i el poder de les economies europees occidentals.
Tots aquests desenvolupaments marquen la fi de l'edat mitjana i el començament de l'edat moderna. Cal notar que la divisió és artificial, perquè l'aprenentatge no va desaparèixer de la societat europea, i per tant, hi hauria una certa continuïtat entre les civilitzacions clàssiques i l'edat moderna. Igualment, els historiadors moderns, principalment a Itàlia, no parlen de baixa edat mitjana, sinó del Renaixement del segle xiv com a transició directa a l'era moderna.